# Czarnowiec (powiat otwocki)
Czarnowiec – wieś sołecka w Polsce położona w województwie mazowieckim, w powiecie otwockim, w gminie Osieck.
Wierni Kościoła rzymskokatolickiego należą do parafii św. Bartłomieja Apostoła w Osiecku.
W latach 1975–1998 miejscowość należała administracyjnie do województwa siedleckiego.

## Historia
Czarnowiec powstał w II połowie XVII jako osada drwali jego nazwa pochodzi od nazwiska Czarnecki – założyciela i jednocześnie jednego z pierwszych osadników na terenie obecnej wsi.
Zabudowania Czarnowca położone są w dolince pomiędzy otaczającymi go wzgórzami. Wokół obszaru wsi widoczne są ślady geologicznej historii terenu w postaci głazów narzutowych i zalesionej wydmy ciągnącej się przez znaczny obszar gminy.

## Opis
Na obszarze Czarnowca dominują gleby bielicowe ogólna klasa gruntów IV-VI, teren jest różnicowany, można w okolicy znaleźć obszary podmokłe (pozostałości bagien) jak i wybitnie suche, rolnictwo jest słabo rozwinięte, brak jakichkolwiek zakładów przemysłowych.
Przez wieś przepływa mała struga. Na środku ulicówki ciekawa, stara, murowana kapliczka z XIX wieku. W odnogach wsi ciekawe, stare, drewniane obejścia. Wiele drewnianych chałup w tym jedna kryta strzechą, ciekawe lamusiki, piwnice z polnych kamieni, kamienne płoty. Na początku wsi wielki, dębowy krzyż, a w polach i na końcu oryginalne krzyże ciosane z kamieni.